# Enzo Pierini
Enzo Pierini es un deportista italiano que compitió en bobsleigh. Ganó una medalla de plata en el Campeonato Europeo de Bobsleigh de 1965, en la prueba doble.

## Palmarés internacional
| Campeonato Europeo | Campeonato Europeo         | Campeonato Europeo | Campeonato Europeo |
| Año                | Lugar                      | Medalla            | Prueba             |
| ------------------ | -------------------------- | ------------------ | ------------------ |
| 1965               | Cortina d'Ampezzo (Italia) | Medalla de plata   | Doble              |